# Шнява

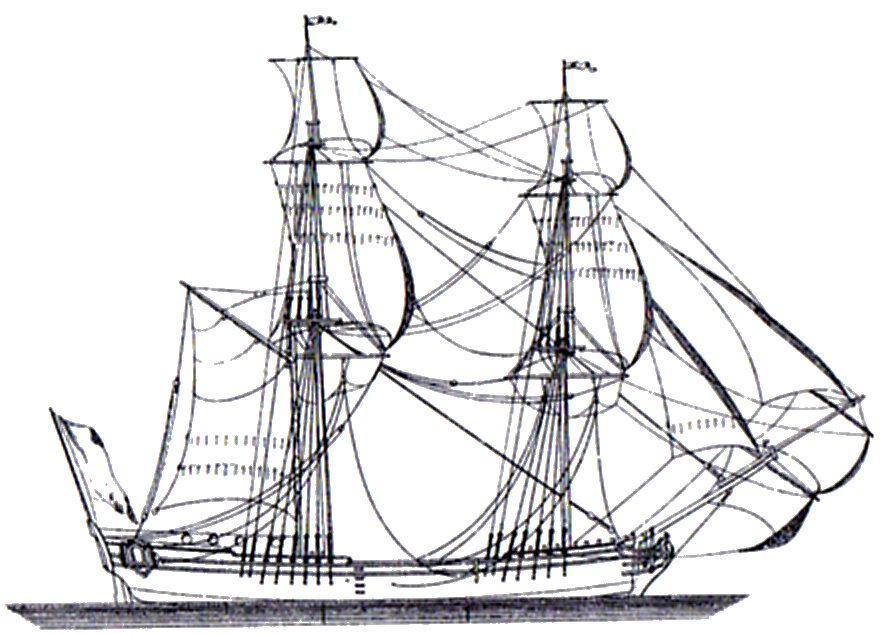

Шня́ва (нід. snauw) — невелике торгове або військове двощоглове судно з прямими вітрилами, розповсюджене в XVII–XVIII ст. в скандинавських країнах.
Шнява призначалась для розвідувальної та кур'єрської служби. Водотоннажність до 150 т, озброєння — 14-18 гармат малого калібру. Екіпаж до 80 чоловік.